# Posse de Michel Temer
A posse de Michel Temer como presidente da República Federativa do Brasil aconteceu no dia 31 de agosto de 2016. Ele foi empossado em definitivo após exercer interinamente o cargo por pouco mais de três meses, A posse ocorreu após o processo de impeachment de Dilma Rousseff.
A cerimônia começou pouco depois das 16 horas (horário local), no plenário do Congresso Nacional, em Brasília, e foi presidida pelo então presidente do Senado, Renan Calheiros. Após ler o compromisso constitucional e assinar o livro de posse, foi ouvido o hino nacional na execução da banda dos fuzileiros navais;

## Contexto
O país passava por uma forte crise econômica, junto a uma crise política. Houve um recuo no produto interno bruto (PIB) por dois anos consecutivos. A economia contraiu-se em cerca de 3,5% em 2015 e 3,3% em 2016. A crise também gerou um alto nível de desemprego, que atingiu seu auge em março de 2017 com uma taxa de 13,7%, o que representava 14,2 milhões de brasileiros desempregados.
Em dezembro, o presidente da Câmara dos Deputados, Eduardo Cunha, aceitou um pedido de impeachment contra Dilma por crime de responsabilidade. Em 12 de maio de 2016, o Senado Federal afastou Dilma Rousseff da presidência por 180 dias. Imediatamente, Michel Temer assumiu interinamente o cargo. Logo nos primeiros meses de governo, Temer envolveu-se em controvérsias devido a ministros seus que estavam sendo investigados no âmbito da Lava Jato, bem como ele próprio.  Ainda quando era presidente interino, comportando-se como se já fosse o presidente definitivo, Temer estabeleceu seu plano de governo e colocou como prioridade "estancar o processo de queda livre na atividade econômica" em seu primeiro discurso estando frente à Presidência. Enfim, em 31 de agosto, o Senado fez o julgamento final que removeu Dilma do cargo em caráter definitivo.

## Cobertura
No mesmo dia em que destituiu Dilma do cargo, o Congresso brasileiro convocou o vice-presidente Temer - que estava há 111 dias no exercício do cargo em virtude do afastamento da petista no âmbito do processo de impeachment - para tomar posse definitiva do cargo. A solenidade ocorreu horas após o fim do procedimento.
A posse teve início por volta das 16 horas (horário local), com sua chegada ao Palácio do Congresso Nacional. Um grande número de políticos e simpatizantes recepcionou-o na chapelaria, o que levou a uma porta ser quebrada. No plenário do Senado, Temer leu o termo de posse: "Prometo manter, defender e cumprir a Constituição da República, observar as suas leis, promover o bem geral do povo brasileiro, sustentar a união, a integridade e a independência do Brasil." Após a leitura, o presidente assinou o termo de posse, que foi sucedido pela execução do Hino Nacional Brasileiro pela banda dos fuzileiros navais. A solenidade durou apenas 11 minutos, e não teve discurso de posse. O novo presidente, que já tinha uma viagem agendada, preferiu discursar à nação em cadeia de rádio e televisão.